# Íñigo Arista

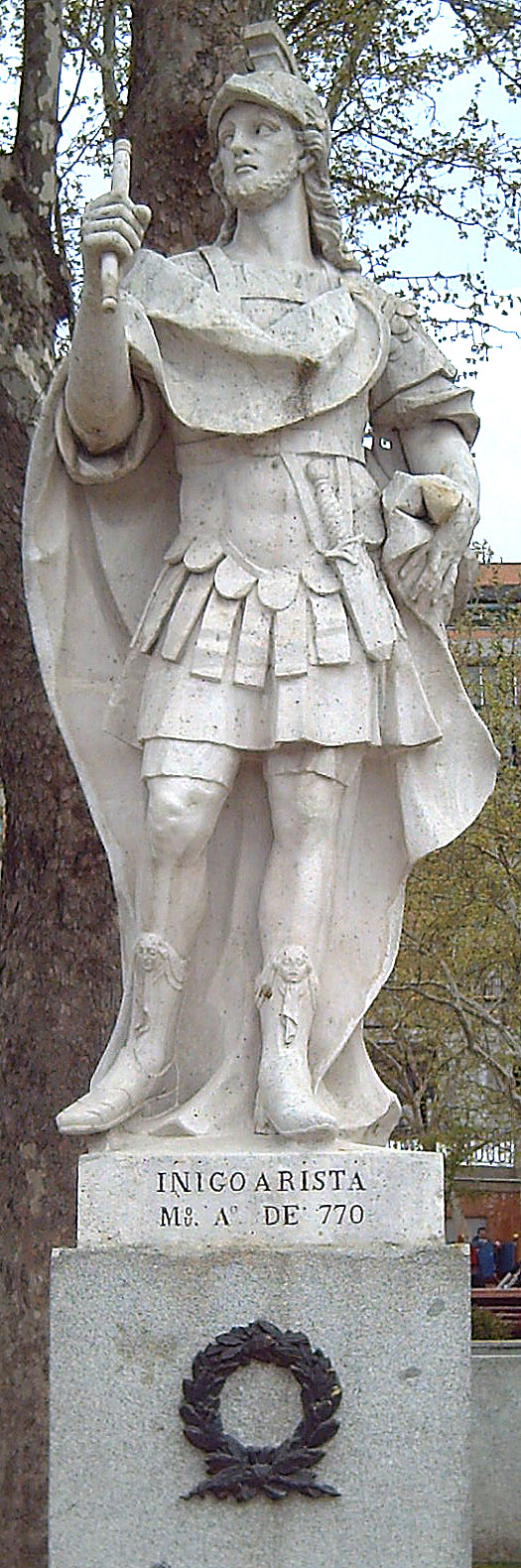
Statue Aristas in Madrid
(J. Oñate, 1750–53)

Íñigo Arista, baskisch Eneko Aritza, (* 781; † 852) war von 824 bis 842 der erste König von Pamplona und zwischen 810/820 und 852 Graf des Bigorre und Sobrarbe.
Íñigo Arista war der Sohn von Íñigo Jiménez. Als dieser starb, heiratete Oneca, Aristas Mutter, in zweiter Ehe Musá ibn Fortún von Tudela, einen der Fürsten des Ebro-Tals aus der Familie der Banu Qasi, mit dessen Unterstützung er nach Zeit der Wirren den Thron besteigen konnte. Die Verbindung seiner Mutter sicherte ihm einen beträchtlichen Herrschaftsbereich: von Pamplona über die Pyrenäentäler des Irati (Navarra) bis zum Tal des Hecho in Aragonien. Die Banu Qasi kontrollierten die fruchtbaren Ebro-Ufer von Tafalla bis an die Grenzen Saragossas.
Íñigo Arista wird als Stammvater des Hauses Íñiga, der ersten Königsdynastie Navarras, angesehen. Sein Anspruch auf die Herrschaft über die oben genannten Gebiete war anfangs umstritten. Teile der christlichen Minderheit gehörten zur christlich-fränkischen Partei, die von Karl dem Großen und später von Ludwig dem Frommen unterstützt und von der reichen Familie der Velasco geführt wurde.
Im Jahr 799 ermordeten Parteigänger der Karolinger den Gouverneur von Pamplona, Mutarrif ibn Musa aus dem Hause der Banu Qasi. 806 kontrollierten die Franken das Gebiet mittels eines christlichen Gouverneurs, Velasco Velásquez. 810 riss Arista die Herrschaft über Pamplona an sich, zwei Jahre danach eröffnete Ludwig der Fromme einen Feldzug gegen ihn, musste jedoch ruhmlos zurückweichen und nahm, Karls Schicksal vor Augen, Frauen und Kinder der umliegenden Dörfer als Geiseln, um seinen Rückzug über den Pyrenäenpass von Roncesvalles zu sichern. 824 führten die fränkischen Grafen Elbe und Aznar erneut einen Feldzug gegen Pamplona, doch wurden sie von Truppen Íñigo Aristas und seiner Schwiegersöhne, Musá ibn Fortún und García Galíndez von Jaca, geschlagen. Von dieser Zeit an wird Íñigo Arista als König von Pamplona genannt. Eulogius von Córdoba bezeichnete ihn als „Christicola princeps“, d. h. als christlichen Fürsten.
Das Königreich von Pamplona (später von Navarra) entstand somit aufgrund eines Bündnisses zwischen Christen und Mauren. Frucht dieses Bündnisses war die Einbeziehung Pamplonas in den Kampf der Banu Qasi gegen die Omayaden von Córdoba, die mit Repressalien Abd ar-Rahmans II. gegen Pamplona antworteten.
Arista erkrankte 841 und war fortan gelähmt. Sein Sohn, García Íñiguez, übernahm die Regierung und leitete die Feldzüge. Er führte die Bündnispolitik seines Vaters fort und verheiratete seine Tochter mit Musa ibn Musa ibn Fortún.

## Nachkommen
Aus der Ehe mit Oneca Velázquez, Tochter des 816 gestorbenen Gouverneurs Velasco von Pamplona, gingen mehrere Kinder hervor:
- Assona Íñiguez, die Musa ibn Musa ibn Fortún, den Statthalter von Tudela und Huesca heiratete
- García Íñiguez († 882), Thronfolger
- Galindo Íñiguez de Pamplona, gestorben 851 in Córdoba, Vater von Musa Ibn Galindo, Statthalter von Huesca 860, ermordet 870 in Córdoba
- Nunila, die spätere Ehefrau von García I. Galíndez „el Malo“ von Aragón.